# 薬師寺長忠
薬師寺 長忠（やくしじ ながただ）は、戦国時代の武将。細川氏（京兆家）の重臣で摂津守護代。

## 生涯
長忠は薬師寺元長の実子とされてきたが、近年では元長には実子はなく、その弟である薬師寺長盛の次男とみられている。
元長の死後、薬師寺家当主の座と摂津守護代職は共に兄の薬師寺元一が継いでいた。しかし、元一が永正元年（1504年）に細川政元の養子の一人である澄元を擁立すべく挙兵した際にこれを鎮定し、その功によって守護代職と家督は長忠が跡を継いだとされる。ただし、近年の研究では、薬師寺氏の摂津守護代は兄弟で半国ずつ分割する慣例が成立しており、元一が上郡の守護代、長忠が下郡の守護代で、元一の反乱後は長忠の下に守護代職が再統合されたと考えられている。
永正4年（1507年）6月23日、香西元長・竹田孫七らと謀って政元を暗殺する（永正の錯乱）。そして政元の養子である細川澄之を擁立した。これは長忠が政敵である三好之長を排除するため、之長を重用する政元を殺害して細川家の権力を握ろうとしたとする説が有力である。
しかし約40日後の8月1日、細川高国方に属していた甥（元一の子）の万徳丸（薬師寺国長）に茨木城で攻撃を受けて敗北し、澄之や香西元長らと共に討死した。その細川高国によって、摂津守護代職は再び万徳丸（薬師寺国長）・岩千代丸（薬師寺国盛）兄弟によって分割された。